# Louise Beck

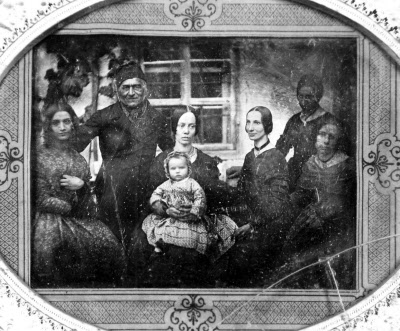
Louise Beck im Kreis ihrer Familie (sitzend rechts)

Louise Beck (* 19. April 1822 in Altötting; † 9. August 1879 in Gars am Inn) war eine bayerische Ekstatikerin und Visionärin, die mit ihren Weisungen aus dem Jenseits erheblichen Einfluss auf Ordensobere und hohe Würdenträger der katholischen Kirche in Bayern ausübte.

## Leben
Louise Beck war das fünfte und jüngste Kind des Altöttinger Gerichtsarztes und Apothekers Benno Beck. Die neurotische Frau wähnte sich mit Seherkraft begabt und behauptete, Visionen über Schutzengel, Arme Seelen und Heilige zu haben. Nach Abschluss einer Ausbildung bei den Barmherzigen Schwestern in Burghausen kehrte sie 19-jährig nach Altötting zurück. Seit 1843 hatte sie eine enge Beziehung zu dem jungen protestantischen Grafen Clemens von Schaffgotsch, der sie 1847 schwängerte. Die Schwangerschaft endete mit einer Totgeburt. Während dieser Zeit litt sie an somnambulischen Erscheinungen und einem heftigen Nervenfieber. An ihrer linken Brust entstand eine Wunde. Zugleich gab sie an, von Dämonen gequält zu werden. Sie offenbarte sich dem Oberen des Altöttinger Redemptoristen-Klosters P. Franz von Bruchmann, der daraufhin mit zwei weiteren Patres mehrmals einen Exorzismus an ihr vornahm. Daraufhin sollen die Dämonen verschwunden sein.
Stattdessen erschien der Visionärin angeblich seit 1848 eine Lichtgestalt, die sich als verstorbene Frau des P. Bruchmann kundgab und Weisungen für diesen und andere Obere der Redemptoristen mitteilte, die Louise in ekstatischem Zustand niederschrieb oder mündlich weitergab. Die Führung aus dem Jenseits wurde von den Eingeweihten die Höhere Leitung genannt. Die aus dem Jenseits führende Frau Bruchmann nannten sie die Mutter. Louise Beck hieß das Kind, die Anhänger des Geheimkultes nannten sich Kinder der Mutter.
Bald bildete sich ein Zirkel von Anhängern: Obere des Redemptoristenordens und einige Laien, darunter die Verwandte Louise Becks, Bertha von Pranckh, Schwester des bayerischen Kriegsministers Siegmund von Pranckh und die Fürstin Leopoldine von und zu Löwenstein, eine Tante des Katholikenführers Karl Heinrich zu Löwenstein. Beide Damen waren die ständigen Begleiterinnen und Geldgeberinnen Louises. Seit Anfang 1848 standen der Münchener Erzbischof und spätere Kurienkardinal Karl August von Reisach und sein Generalvikar Friedrich Windischmann, auch in kirchenpolitischen Fragen, unter der Führung der Seherin. 1872 unterstellte sich dann der Regensburger Bischof Ignatius von Senestrey der Gewissensführung durch die Mutter, die ihm befahl, in Rom die Verurteilung der Schriften seines Vorgängers Johann Michael Sailer zu erreichen, ein Vorhaben, das jedoch scheiterte. 
Louise Beck unterstand seit 1858 der Gewissensleitung durch Carl Ehrhard Schmoeger, der durch seine Veröffentlichungen über Anna Katharina Emmerick bekannt wurde. Sie selbst hatte seit 1858 engen Kontakt mit der Ekstatikerin Maria von Mörl. 1862 zog sie mit ihren beiden Begleiterinnen in einen Flügel des Klosters Gars am Inn, welches die Redemptoristen wenige Jahre zuvor erworben hatten und wohin ihr Seelenführer Schmöger versetzt worden war.
Als sie am 9. August 1879 starb, äußerte Senestrey, er wisse nun nicht mehr, wie er die Diözese leiten solle.